# Emela-ntouka

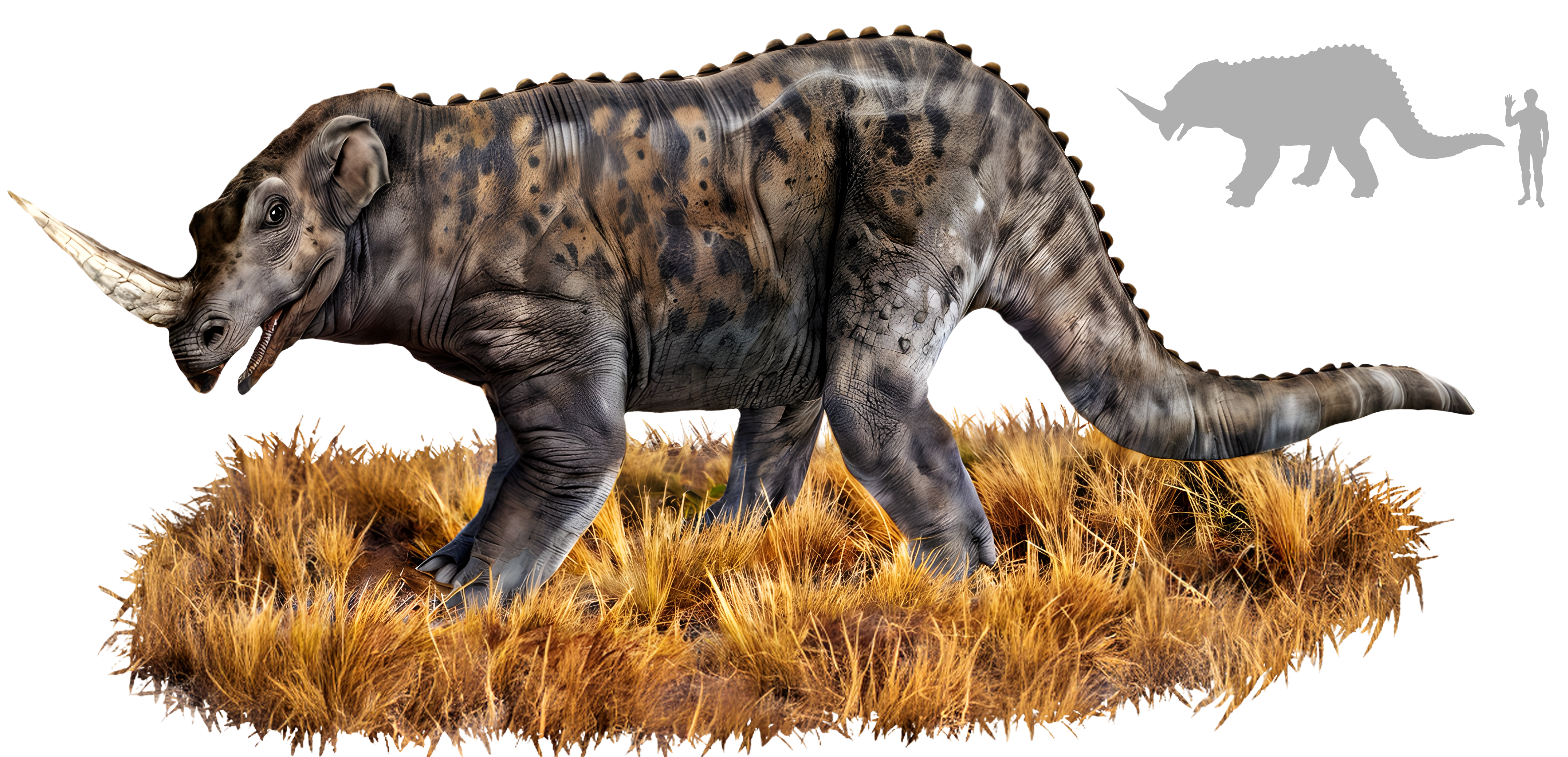
Rappresentazione artistica di un emela-ntouka.

L'emela-ntouka è una creatura leggendaria dalla regione Likouala dell'Africa centrale. Il suo nome significa "uccisore degli elefanti" in lingua lingala.

## Leggenda
La leggenda dell'emela-ntouka deriva dalla mitologia delle tribù pigmee che vivono in Congo. Il suo nome, in lingala, significa "assassino di elefanti". Infatti, pur essendo erbivoro, attaccherebbe spesso animali di grossa taglia, come elefanti, rinoceronti o ippopotami, ma senza divorarli.
Si dice che abbia la pelle grigiastra senza peli, quattro zampe robuste e una coda simile a un coccodrillo. Secondo i Pigmei e i testimoni che lo avrebbero visto, la creatura sarebbe un po' più grande di un elefante.
In Occidente, l'emela-ntouka fu menzionato per la prima volta nel 1954 in un articolo sulla rivista britannica Mammalia. Scritto da Lucien Blancou, un ex ispettore della regione di Likouala nell'Africa equatoriale francese, descrive l'animale come più grande di un bisonte.
Nel 1980 e nel 1981 un criptozoologo americano, Roy Mackal, organizzò due spedizioni in Congo alla ricerca del mokele-mbembe, un'altra leggendaria creatura africana. Nel corso delle sue spedizioni, ascoltò diverse testimonianze di uomini che affermavano di aver visto l'emela-ntouka.

## Interpretazioni
Alcuni criptozoologi ritengono che l'emela-ntouka sia un dinosauro sopravvissuto, o un grande mammifero semi-acquatico sconosciuto. Lo zoologo americano Loren Coleman è più propenso alla versione che vede nella creatura un rinoceronte gigante di epoca preistorica, che avrebbe una predilezione per gli ambienti acquatici.
Roy Mackal lascia invece aperta la possibilità che l'emela-ntouka sia un dinosauro della specie Centrosaurus, sopravvissuto fino ai giorni nostri.